# Sense (Fluss)
Die Sense (frz. Singine, Freiburger Patois Chindzenaⓘ, in der höchstalemannischen Ortsmundart auch Seisa) ist ein rechter Nebenfluss der Saane und Grenzfluss zwischen dem Kanton Bern und dem Kanton Freiburg in der Schweiz. Sie entsteht aus dem Zusammenfluss von Kalter Sense  und Warme Sense.

## Name
Der Fluss wurde im Jahr 1076 als Sensuna erstmals urkundlich genannt. Der Name leitet sich möglicherweise vom vorromanischen *senia mit der ungefähren Bedeutung „Sumpf, Sumpfland, Torf, Röhricht“ ab.

## Geographie

### Verlauf

#### Quellbäche
Die Sense entsteht in Zollhaus aus zwei Quellbächen, deren einer noch einmal mehrere Quellbäche hat.

##### Kalte Sense
Der rechte Quellbach Kalte Sense (GEWISS-Nr. 450) kommt aus dem Gebiet des Gantrisch und ist mit dem längeren Zufluss des 1573 m ü. M. hoch gelegenen Gantrischseeli 12,4 km lang. In der oberen Hälfte ihres Laufs heisst sie auch Gantrischsense, nach der Mündung des etwas kürzeren Baches Hengstsense (GEWISS-Nr. 1541, von links) nur noch Kalte Sense.
- 3,5 km vor dem Zusammenfluss mit der Warmen Sense nimmt sie von links die Muscherensense (GEWISS-Nr. 514) auf, zusammen mit dem Geissalpbach 7,5 km lang.

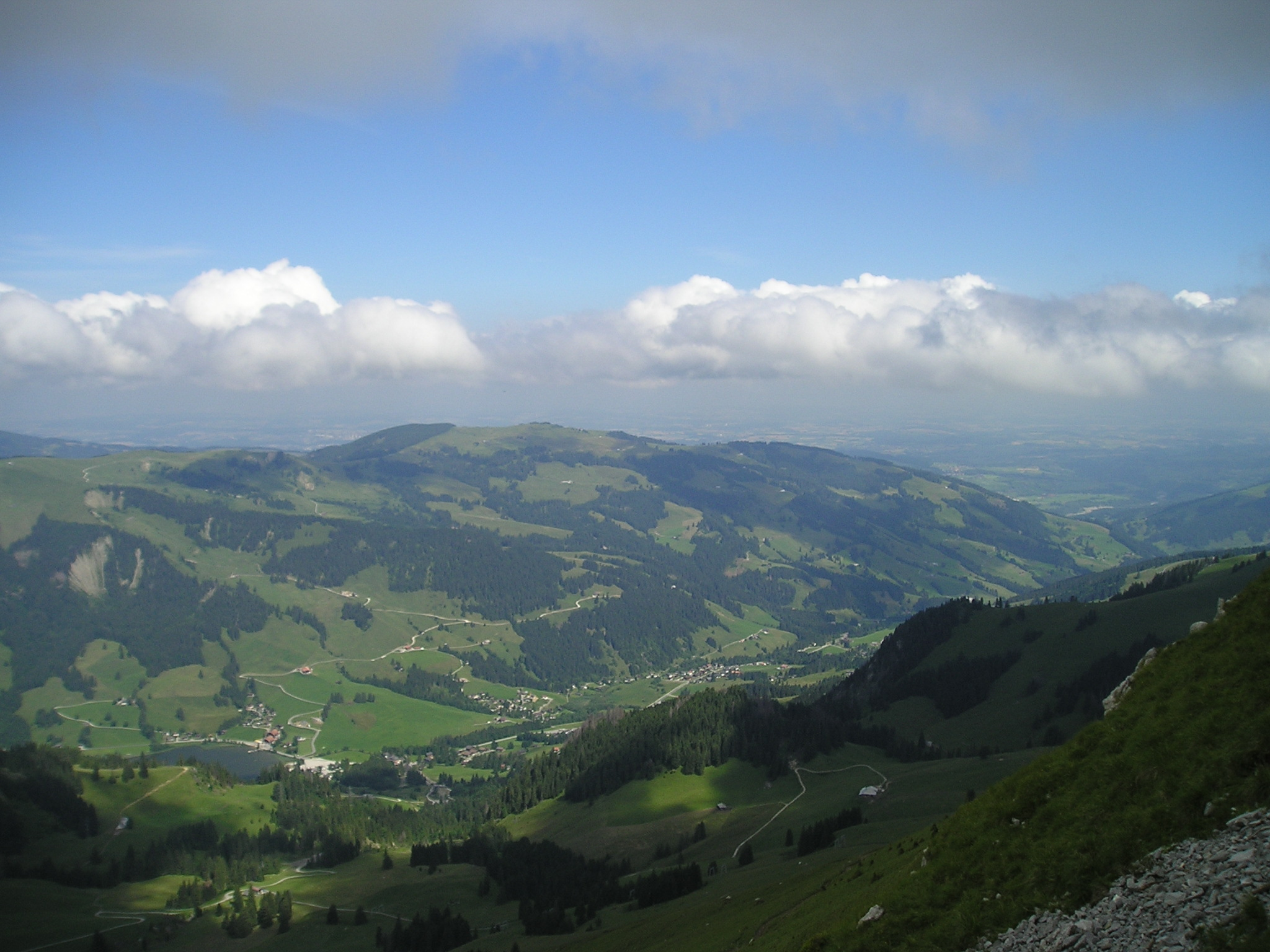
Der Schwarzsee mit dem Tal der Warmen Sense

##### Warme Sense
Der linke Quellbach Warme Sense (GEWISS-Nr. 522) kommt aus dem Schwarzsee und ist namentlich 5,9 km lang, mit Schwarzsee und dessen längstem Zufluss 10,6 km.

#### Weiterer Verlauf
Die Sense fliesst durch eine 15 km lange Schlucht, die zum Wildwasserfahren und zum Baden genutzt wird. Der wichtigste Zufluss der Sense ist das Schwarzwasser.
Nach ca. 35 km mündet die Sense bei Laupen in die Saane.
Da bei heftigen Gewittern, besonders im Sommer, die Sense plötzlich sehr stark ansteigen kann, ist der Aufenthalt in der Nähe des Flusses bei unsicherer Wetterlage gefährlich.

### Einzugsgebiet
Das 434.579 km² grosse Einzugsgebiet der Sense liegt im Freiburger Mittelland und wird durch sie über die Saane, die Aare und den Rhein zur Nordsee entwässert.
Es besteht zu 34,2 % aus bestockter Fläche, zu 56,0 % aus Landwirtschaftsfläche, zu 6,1 % aus Siedlungsfläche und zu 3,7 % aus unproduktiven Flächen.
Die Flächenverteilung
Die mittlere Höhe des Einzugsgebietes beträgt 990,2 m ü. M.

### Zuflüsse
Zuflüsse der Sense ab 5 km Länge
| Name          | GKZ      | Lage   | Länge in km | EZG in km² | MQ in m³/s | Mündung Koordinaten                                                  | Mündungshöhe in m | Bemerkungen                |
| ------------- | -------- | ------ | ----------- | ---------- | ---------- | -------------------------------------------------------------------- | ----------------- | -------------------------- |
| Kalte Sense   | CH000450 | rechts | 012,4000    | 0067,500   | 0002,400   | in Zollhaus                                                          | 86400000          | Rechter Quellbach          |
| Warme Sense   | CH000522 | links0 | 005,9000    | 0044,690   | 0001,540   | in Zollhaus                                                          | 86400000          | Linker Quellbach           |
| Rufenenbach   | CH001523 | links0 | 003,1000    | 0002,370   |            | bei Rufenen, Plaffeien                                               | 82500000          |                            |
| Laubbach      | CH001518 | rechts | 006,5000    | 0012,460   | 0000,310   | bei Moosmatte, Guggisberg                                            | 76700000          |                            |
| Tütschbach    | CH001519 | links0 | 005,9000    | 0007,830   |            | bei Zumholz                                                          | 76300000          | Alternativname: Dütschbach |
| Hältetlibach  | BE133973 | rechts | 002,9000    | 0002,310   |            | bei Guggersbach, Guggisberg                                          | 75600000          |                            |
| Limbach       | CH350824 | links0 | 002,9000    | 0003,140   |            | bei Limbach, Zumholz                                                 | 74600000          |                            |
| Sodbach       | CH001517 | links0 | 005,2000    | 0006,840   |            | bei Sodbach, Heitenried                                              | 64100000          |                            |
| Schwarzwasser | CH000452 | rechts | 021,1000    | 0129,910   | 0002,380   | nach unterqueren der Schwarzwasserbrücken, südlich von Mittelhäusern | 57700000          | Grösster Zufluss der Sense |
| Scherlibach   | CH001493 | rechts | 010,6000    | 0030,670   | 0000,580   | in Sensematt, südlich von Thörishaus                                 | 55500000          |                            |
| Taverna       | CH001490 | links0 | 015,8000    | 0052,650   | 0000,850   | bei Flamatt                                                          | 52600000          | Alternativname: Tafersbach |
| Sense         |          |        | 036,0000    | 0434,570   | 0009,810   | bei Laupen                                                           | 48200000          | Mündet in die Saane        |

Anmerkungen zur Tabelle
1. ↑  Vom Ursprung zur Mündung. Daten von Swisstopo (map.geo.admin.ch)
2. ↑  Die Daten der Sense zum Vergleich

### Hydrologie
Bei der Mündung der Sense in die Saane beträgt ihre modellierte mittlere Abflussmenge (MQ) 9,81 m³/s. Ihr Abflussregimetyp ist nivo-pluvial préalpin und ihre Abflussvariabilität beträgt 20.

## Natur und Umwelt

### Renaturierung
Noch bevor die Sensetalbahn gebaut wurde, ist die Sense ab Thörishaus begradigt und kanalisiert worden. Im 21. Jahrhundert soll sie nun wieder renaturiert werden. In Wünnewil-Flamatt wird voraussichtlich am 16. Oktober 2019 und in Neuenegg am 24. November 2019 über die entsprechenden Kredite abgestimmt.

### Fische
Die Bachforelle ist die Fischart, welche am häufigsten in der Sense anzutreffen ist. Daneben kommen noch Alet und Barbe sowie – vor allem im Unterlauf – die Äsche vor.

## Brücken
Auf ihrem Weg wird die Sense von rund 40 Brücken überquert. Die Steinbachbrücke, Geissalpbrücke, Sodbachbrücke, Thörishausbrücke und Sensebrücke‑Laupen sind denkmalgeschützt.

Denkmalgeschützte Brücken
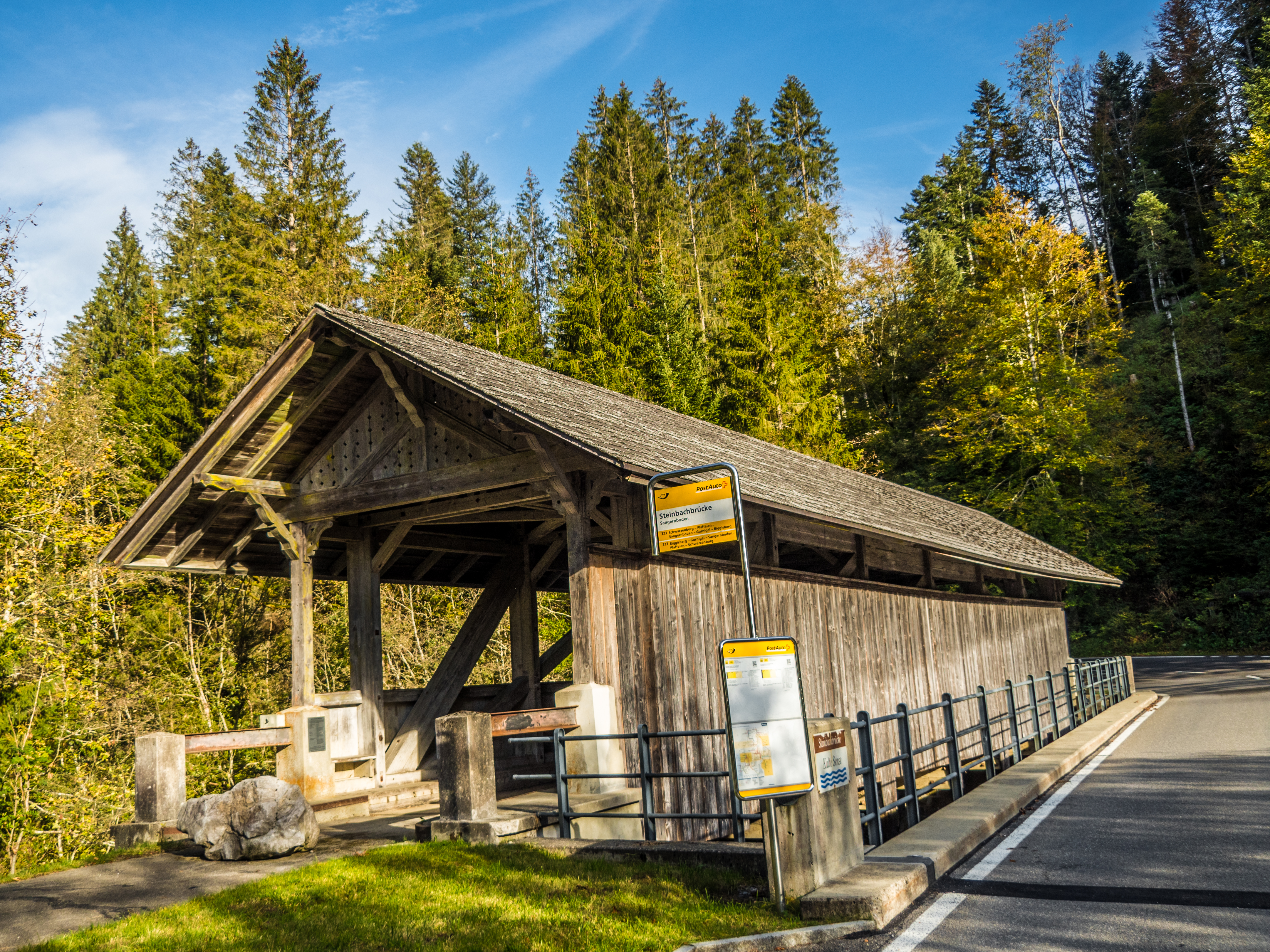
Die Steinbachbrücke (Kalte Sense)
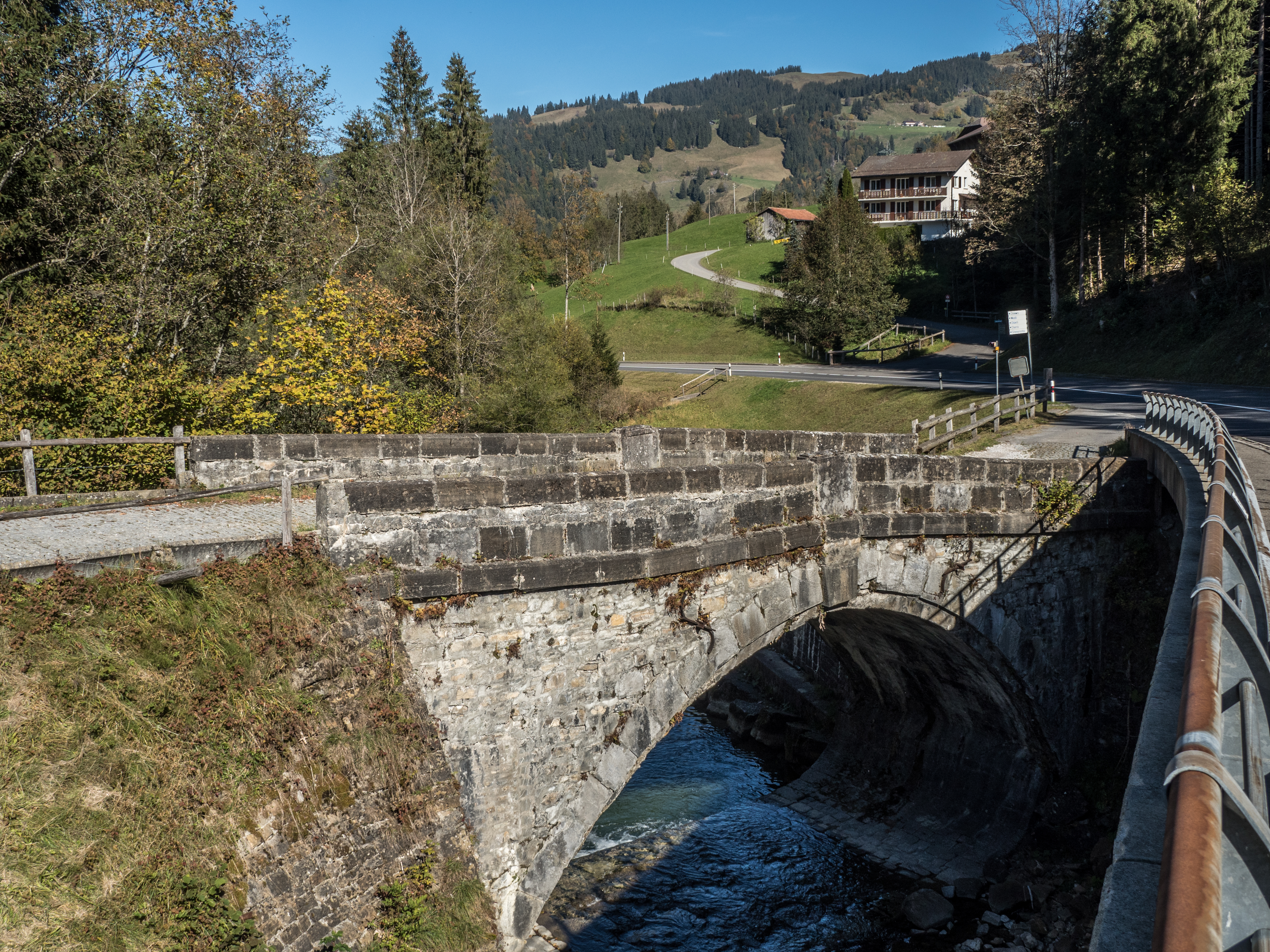
Die Geissalpbrücke (Warme Sense)
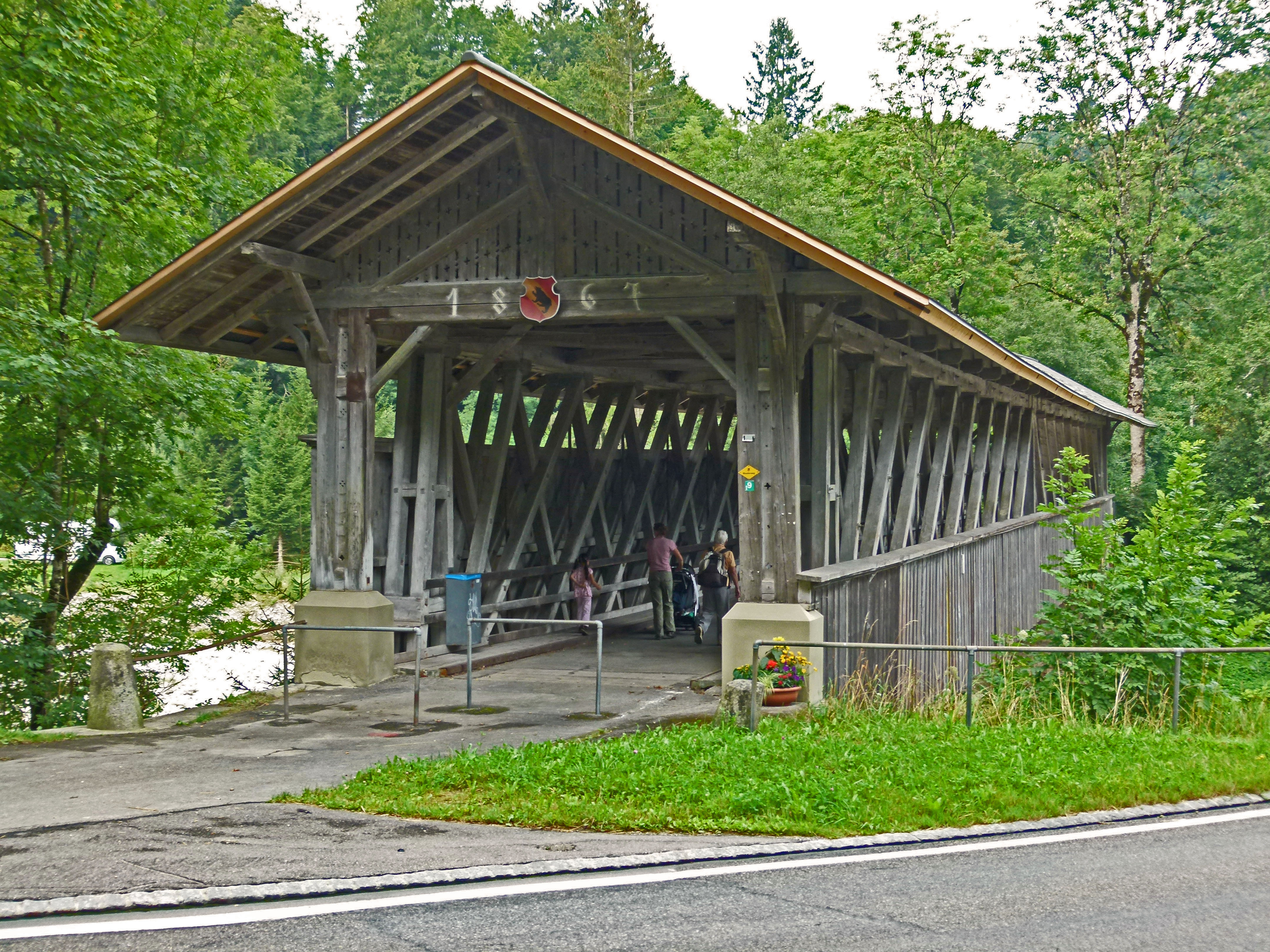
Die Sodbachbrücke
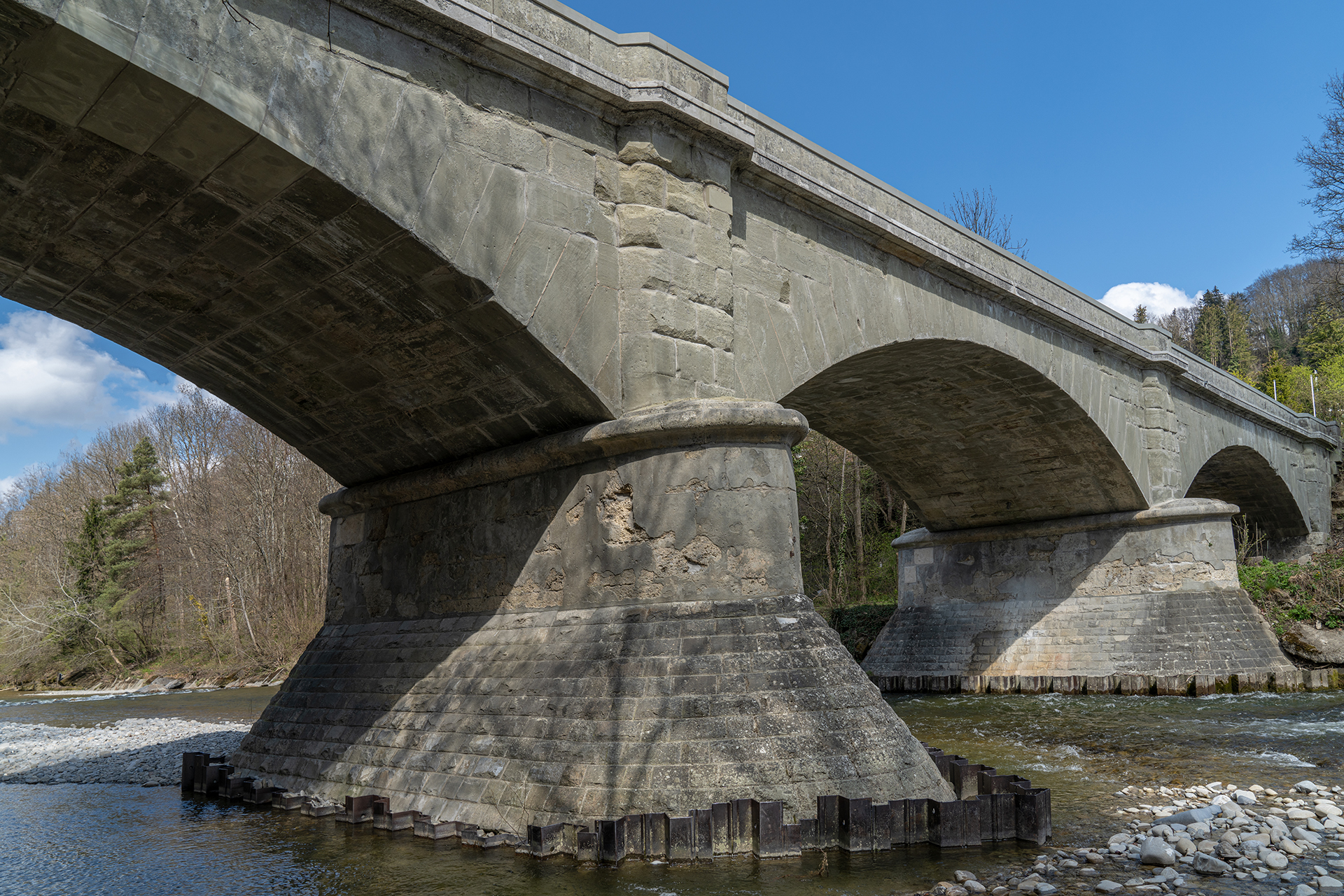
Die Thörishausbrücke
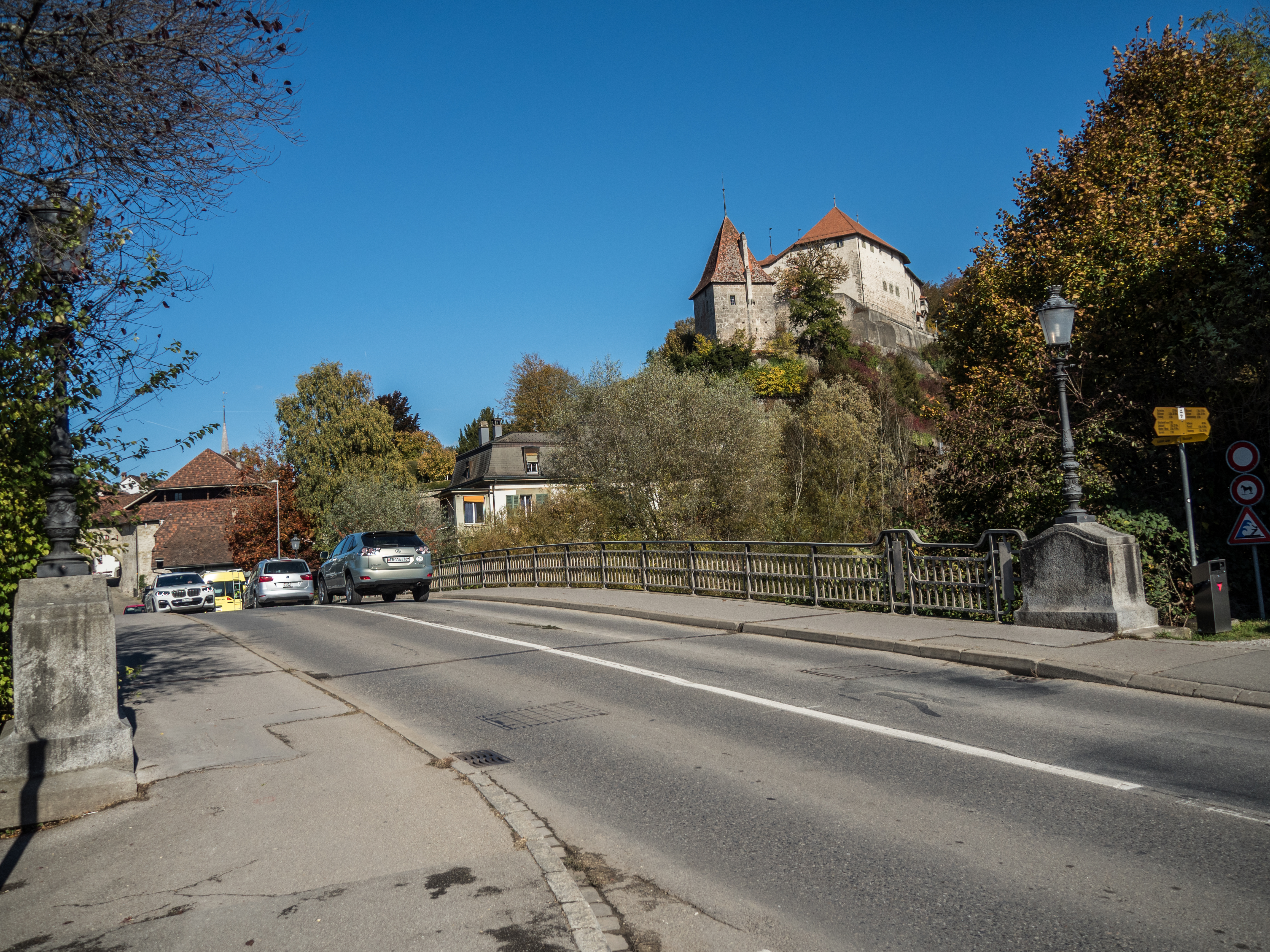
Die Sensebrücke‑Laupen